# Kay Lunda
Katheryn Ann "Kay" Lunda (Madison, 28 april 1957) is een schaatsster uit de Verenigde Staten. Ze vertegenwoordigde haar vaderland op de Olympische Winterspelen 1972 in Sapporo.

## Resultaten

### Olympische Spelen
| Jaar | Plaats  | Resultaten   |
| ---- | ------- | ------------ |
| 1972 | Sapporo | 7e 500 meter |

### Wereldkampioenschappen
| Jaar | Plaats     | Resultaten |
| ---- | ---------- | ---------- |
| 1972 | Eskilstuna | 17e Sprint |
| 1973 | Oslo       | 10e Sprint |

### Wereldkampioenschappen junioren
| Jaar | Plaats | Resultaten |
| ---- | ------ | ---------- |
| 1973 | Assen  | Allround   |

## Persoonlijke records
| Afstand    | Tijd    | Datum           | Baan         |
| ---------- | ------- | --------------- | ------------ |
| 500 meter  | 44,20   | 23 januari 1982 | Davos        |
| 1000 meter | 1.31,27 | 4 december 1982 | Oost-Berlijn |
| 1500 meter | 2.25,85 | 4 december 1982 | Oost-Berlijn |
| 3000 meter | 5.11,54 | 4 december 1982 | Oost-Berlijn |